# 犀川 (長野県)
犀川（さいがわ）は、長野県内を流れる信濃川水系の一級河川。延長、流域面積ともに信濃川最大の支流である。一般に、松本市島内で奈良井川を合流させて以降の下流部から長野市での千曲川との合流部までを指し、上流部は梓川（あずさがわ）と呼ばれる。

## 地理
飛騨山脈（北アルプス）南部の槍ヶ岳（標高3,180メートル）に源を発し上高地を南流。白骨温泉からの湯川や乗鞍高原からの小大野川を合流させたのち、奈川渡（梓湖）で奈川を合流させる。ここで東南に向かっていた流れを東北方向に変え、安曇3ダム（奈川渡ダム・水殿ダム・稲核ダム）を経由し、島々集落付近で黒川と島々谷川を合流させ松本盆地に流れ込むと、楢川・塩尻市方面より北流してきた奈良井川を合流させる。ここを境として上流部を梓川、以降を犀川と呼んでいる（後述・#梓川と犀川の違いを参照）。松本盆地においては右岸が筑摩郡、左岸が安曇郡で両郡の郡境を成す。犀川は松本盆地を北流する中で、同じく槍ヶ岳を水源とする高瀬川が仁科三湖（青木湖・中綱湖・木崎湖）からの水も合わせ合流する。安曇野市内ではこのほか穂高川や万水川などが合流し、犀川白鳥湖は1,000羽を数えるコハクチョウとカモの群れが越冬する場所として知られる。また御宝田遊水池も同様にコハクチョウなどの越冬地となっている。生坂村からは北東へと向きを変え、ところどころ蛇行しつつ美しい渓谷は犀峡（さいきょう）と呼ばれる。
長野市信州新町では水内ダムが琅鶴湖を形成し、久米路峡では長野県歌「信濃の国」の歌詞にも登場する名勝・久米路橋が架かる。長野盆地に流れ込むと、裾花川を合流させ、戦国時代の武将、上杉謙信と武田信玄が川中島の戦いを繰り広げた川中島附近で千曲川に近づき少し下流で合流する。両川の合流点には落合橋（おちあいばし）が架かっており、この橋はＴ字形をしている。長野盆地においては右岸が更級郡、左岸が水内郡で両郡の郡境を成す。

### 地形

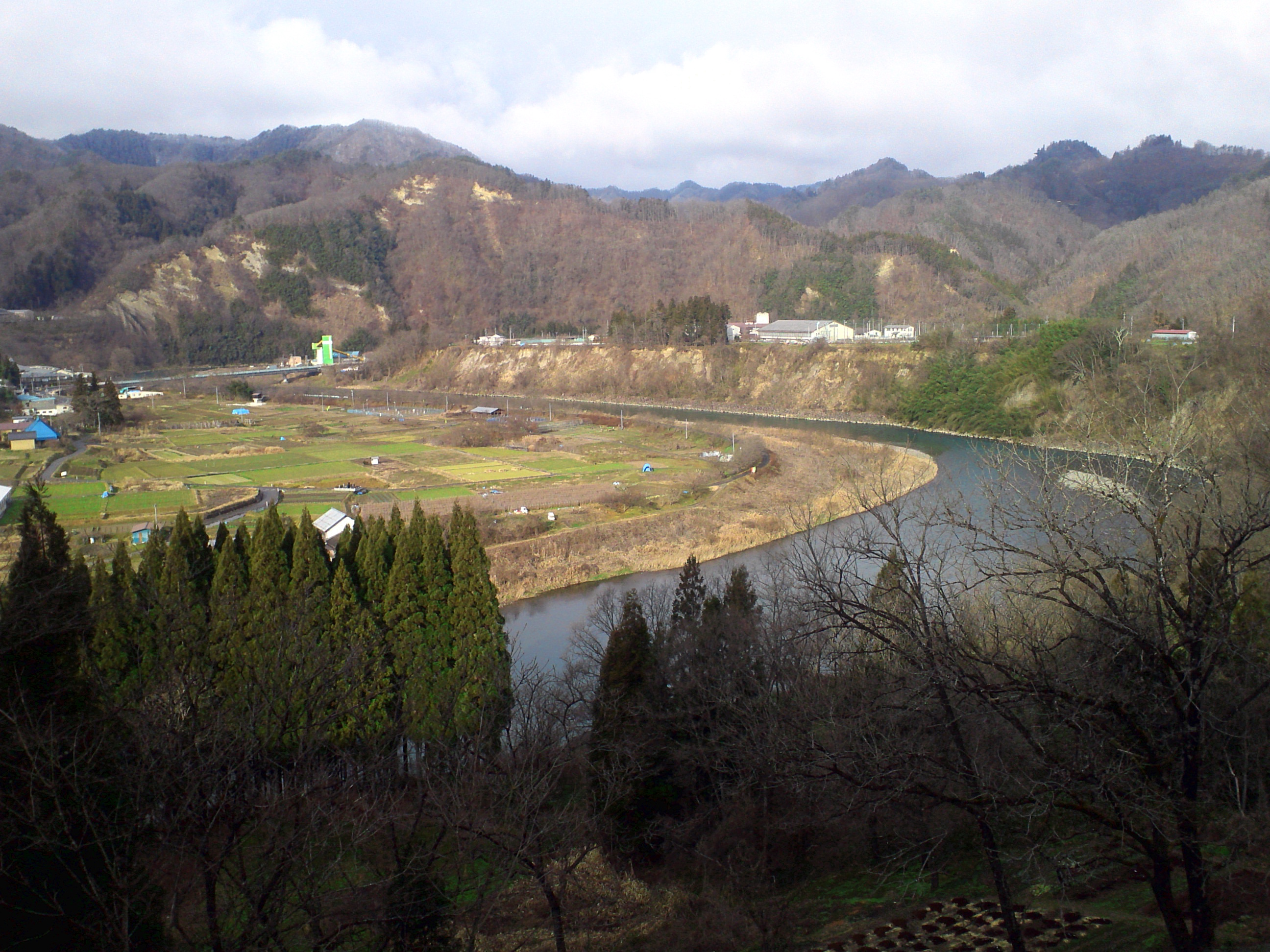
蛇行する流れ（長野市信州新町大原付）

初期の流路が形成された後に急激な隆起が生じたため、流程のほとんどの部分が中央高地北端部の犀川丘陵に急峻な浸食崖を形成し激しく穿入蛇行しながら流下し長野盆地に至り千曲川へ合流する。また形成されている浸食崖は土砂崩れを起こしやすい。

### 水運
1832年（天保3年）から1902年（明治35年）すぎまで、犀川を利用した水運事業が行われていた（犀川通船・女鳥羽川を参照）。

### 表記
文献上の初出は『平家物語』にある「佐い川」、応永7年（1400年）の『大塔物語』では「犀河」、永禄7年（1564年）の佐竹氏文書では上杉謙信が「信州犀川」と表記している。

## 梓川と犀川の違い

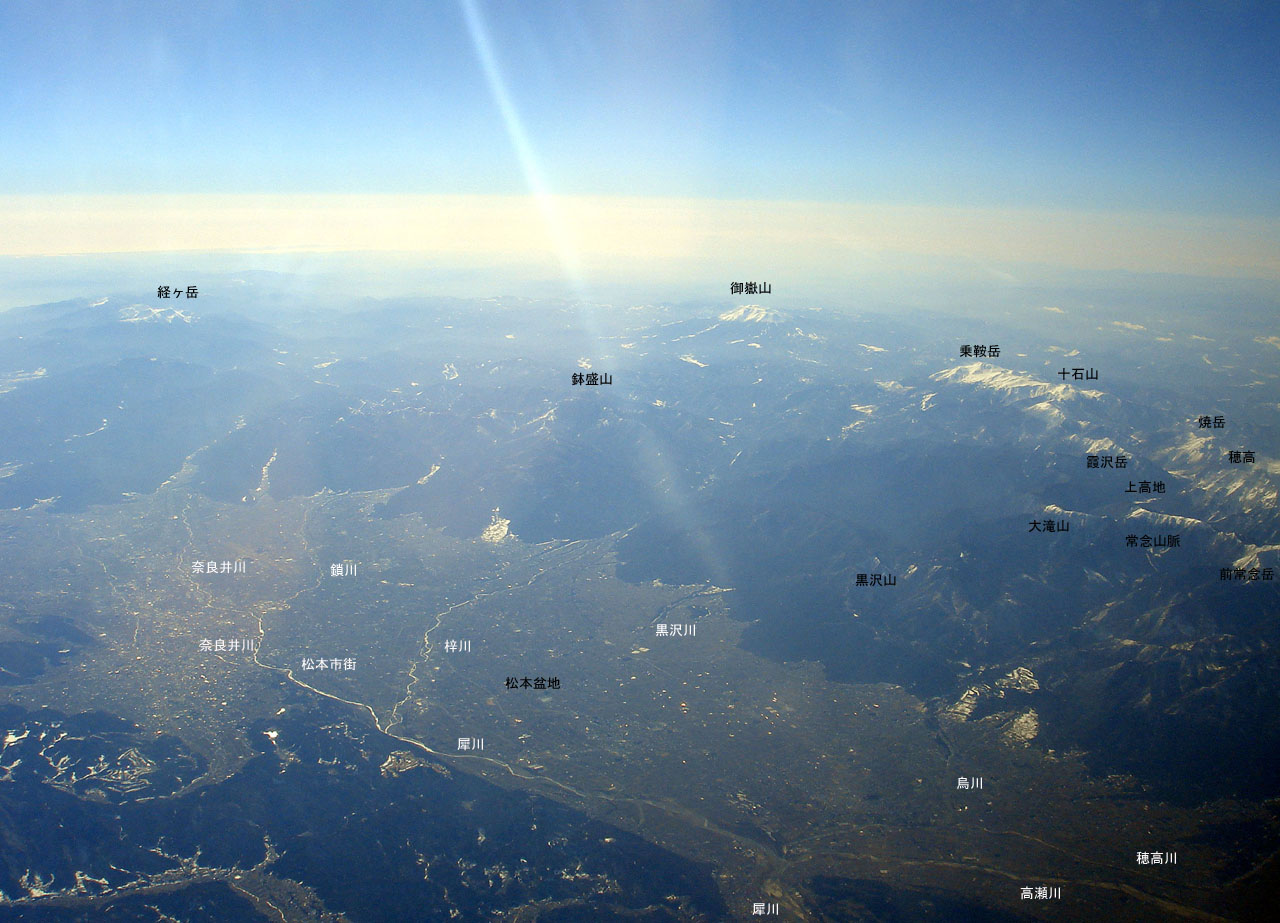
松本盆地の犀川とその支流
解説無し画像はこちら

河川法上では上高地を水源とする流路を犀川本流と定めているが、上高地から安曇3ダムを経て奈良井川が合流するまでの犀川は梓川と呼ばれ有名である。一説には、奈良井川と梓川が合流して犀川となるのではなく、少し下流の高瀬川が合流した地点「押野崎」が犀川の始点である、という説もある。梓川を含めた犀川は、長野市の千曲川（信濃川本流）との合流点から上流で比較すると千曲川を延長、流域面積共に上回る。
このように、一つの河川が上流と下流とで名称が異なる例は日本全国に数多くあり、信濃川（新潟県）と千曲川（長野県）、富士川  (静岡県・山梨県)と釜無川  (山梨県)、淀川（大阪府）と宇治川（京都府）・瀬田川（滋賀県）、江の川（島根県・広島県）と可愛川（広島県）、筑後川（福岡県）と大山川（大分県）などがある。

## 電源開発事業
犀川には、生坂村から長野市にかけて上流より順に生坂ダム・平ダム・水内ダム・笹平ダム・小田切ダムが建設されている。いずれも東京電力リニューアブルパワーが管理するダムである。これらはあくまでも発電専用ダムであり、洪水を防止する能力（治水）には期待できない。ダム完成後50年ほど経過するが、流域では何度か洪水災害に襲われている。長野市信州新町では洪水の原因が電力会社にあるとして、水内ダムの撤去を求める運動にまで発展したことがある。
東京電力リニューアブルパワーは犀川流域に多くの水力発電所を有する。犀川上流の梓川には奈川渡ダム・水殿ダム・稲核ダムが、支流の高瀬川には高瀬ダム・七倉ダムがあり、犀川流域に建設されたダム15基のうち10基は東京電力リニューアブルパワーが所有し管理する発電専用ダムである。残り5基は国土交通省北陸地方整備局が管理している大町ダム（高瀬川）と、長野県が管理している奈良井ダム（奈良井川）および裾花ダム・奥裾花ダム・湯の瀬ダム（裾花川）で、この5基は多目的ダムに分類される。ただし湯の瀬ダムは洪水調節機能を持たない利水（上水道・発電）を目的としたダムである。

## 災害
急峻な地形を縫って流れるため、幾度と無く水害や土砂災害を引き起こしている。1847年5月8日に発生した善光寺地震では、河岸の岩倉山の山腹が崩壊し水篠橋付近で河道閉塞を発生させた後に崩壊。湛水と出水により幾つもの村が壊滅的被害を受けた。
- 1949年（昭和24年）6月、デラ台風接近に伴う豪雨で堤防が決壊[6]。
- 1953年（昭和28年）9月25日、昭和28年台風第13号による集中豪雨で水内村新町の堤防が決壊。約250戸が床上浸水した[7]。

## 伝承と文化

### 山清路にまつわる民話

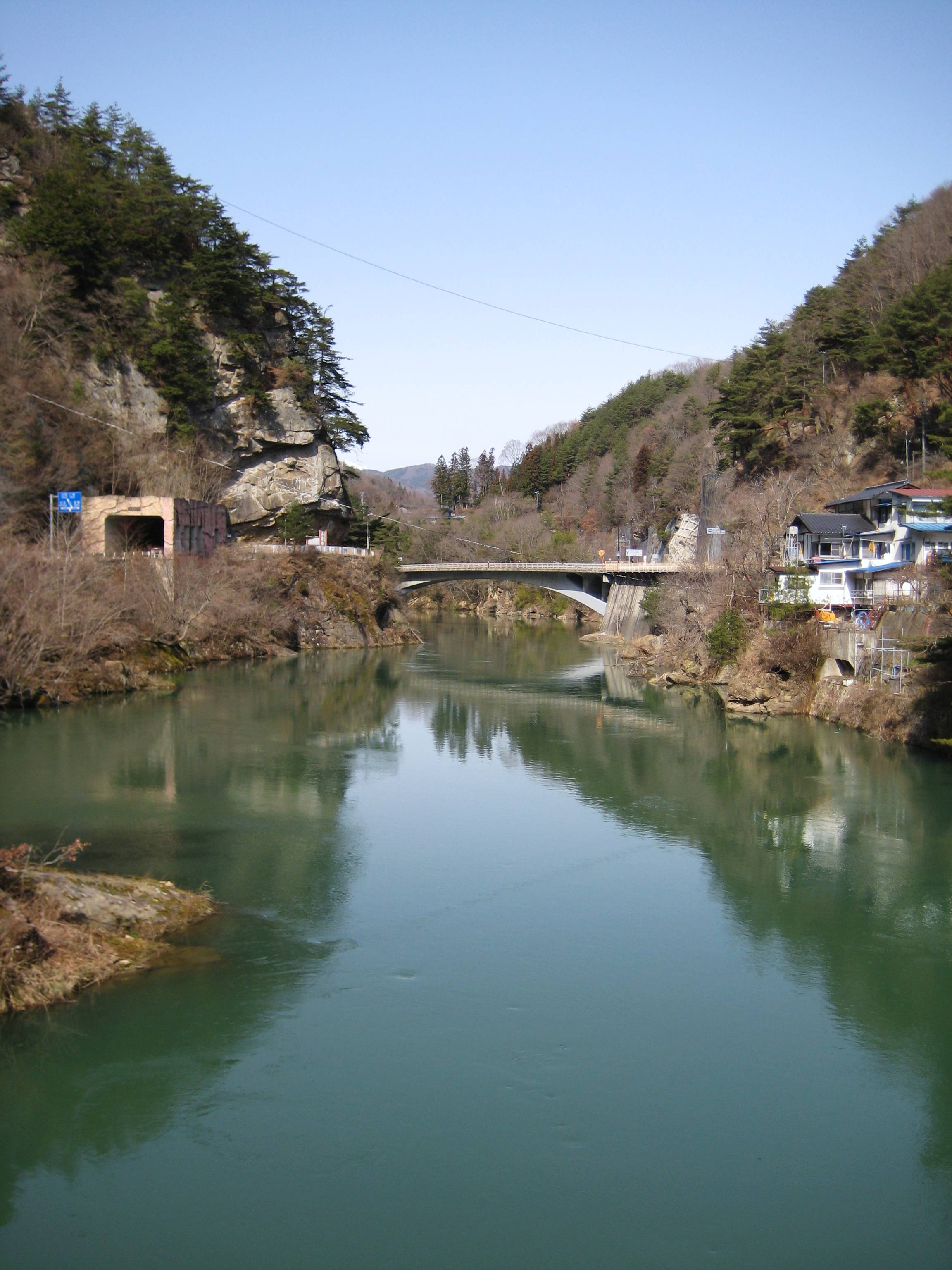
山清路（生坂村）

『仁科濫觴記』によれば、崇神天皇の末の太子であり、垂仁天皇の弟にあたる仁品王（仁科氏の祖）が都より王町（現・大町市）に下った際、安曇平（安曇野の古称）が降水時に氾濫して水浸しになることを憂い、解決を命じた。治水工事に長けた白水郎（あまこ）の長の日光（ひかる）の指導の下、工事が施工され、川幅が広げられたため、氾濫は止んだ。この時、川幅を広げた場所が、山征（さんせい：山を切り開くこと）をした場所ということで山征場あるいは山征地と名づけられた。この治水工事の話が、「泉小太郎伝説」となって今日に伝えられていると考えられている。ちなみに信府統記などでとりあげられている泉小太郎伝説は、龍によって犀川が開かれたことになっており、その開いた場所は、すべて山清路 で一致している。それらの理由から、この「山征場」あるいは「山征地」は、そのまま山清路に比定しても良いと考えられている。
このとき、会議によって「山征」の矩規（規矩準縄）を話し合った場所を「征矩規峡（せいのりそわ）」と名付けた。この征矩規峡が『安曇開基』、『仁科開基』などに見られる「犀乗沢（さいのりざわ）」に比定される。犀乗沢の場所がはっきりとどこであったかは判っていないが、『安曇開基』などによると、安曇野市豊科高家地区熊倉の東（尾入沢）界隈と書かれている。

### 久米路橋にまつわる民話

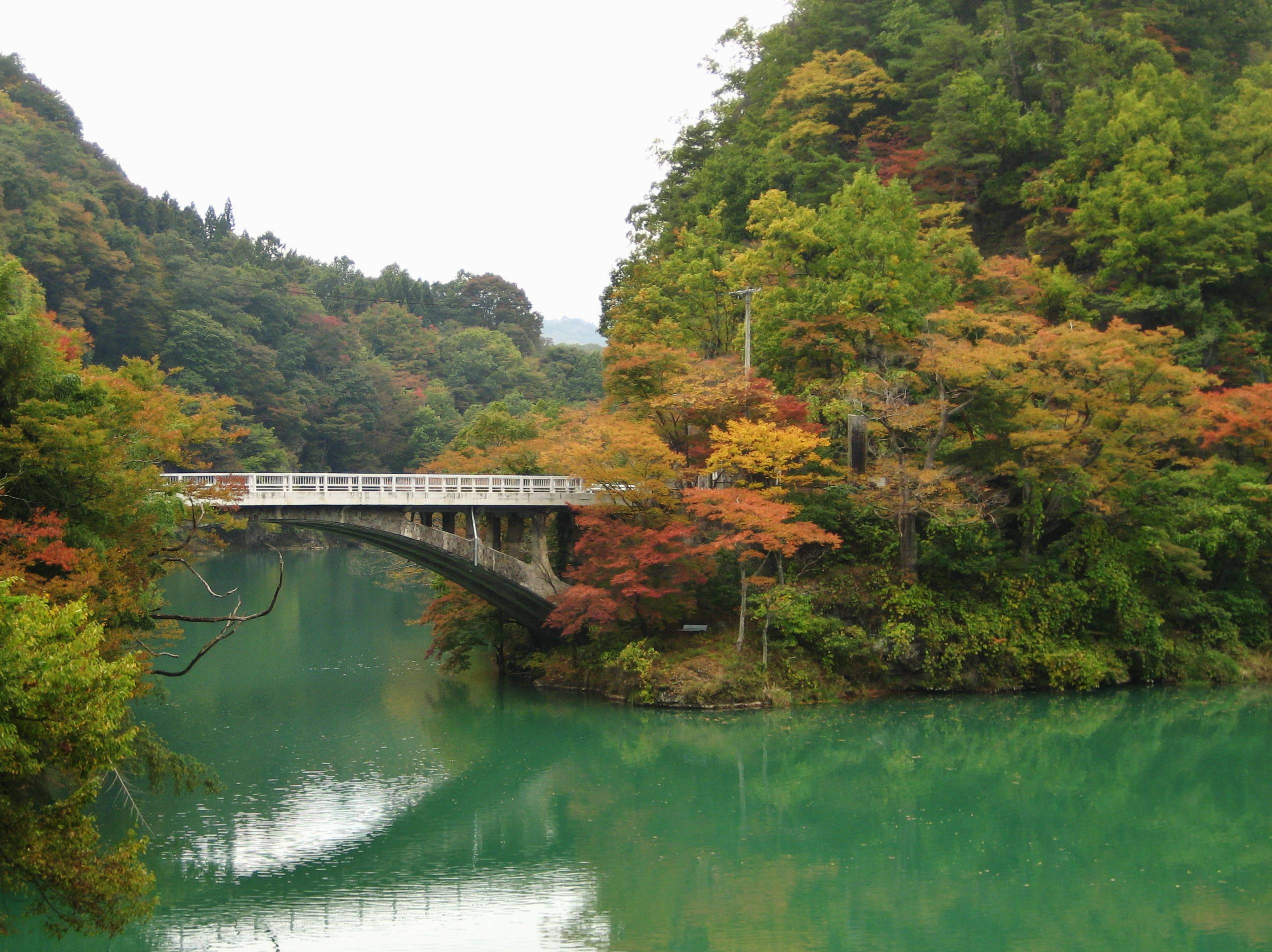
久米路橋（長野市）

『雉子も鳴かずば』の像

1917年（大正6年）発行の『日本伝説叢書』に、犀川に架かる久米路橋（水内橋）にまつわる人柱伝説についての記述があるので、要約して以下に紹介する。
梅雨のたびに流されてしまう久米路橋に、村人たちは困り果てていた。何とかして川の神の怒りを鎮めようと、村で知恵者といわれた老人に意見を求めた。するとその老人は、自分たちの川の神に対する敬意が足りない、次に橋を架けるときは一人の村人を人柱にして神に供えよう、しかし罪もない者を人柱にするのは可哀想だから囚人を使おう、と提案する。そこで、庄屋から小豆の俵を盗んだ罪で捕らえた男を牢屋から引き出し、橋の杭の下に生き埋めにした。その男は村の外れで暮らす貧しい百姓で、お菊という名の娘がいた。お菊が自宅で毎日赤飯を食べていると言いふらしていたため、不審に思った役人が話を聞いたところ、その男が愛娘のために盗みを働いたことが分かった。
父親を人柱に失って以来、お菊はずっと悲しげな顔をして、一言も口をきかなくなってしまった。それから母親の手一つで育てられ、17歳になる頃には道行く人も思わず足を止めるほどの美人になっていたが、口のきけない娘を妻にする男は現れなかった。ある日、軒下で佇んでいたお菊は、鳴いたキジを狩人が鉄砲を使って撃ち落とす光景を目にする。黙っていれば命は助かったものを、父は私がしゃべったせいで死んだ、また誰かを死なせることのないよう、決して口をきくまい、と言ってお菊は再び口を閉ざし、それから一生口をきくことはなかった。
この民話は1957年（昭和32年）発行の『信濃の民話』にも「おしになった娘」という題で収録されている。これは下高井郡山ノ内町上条の高橋忠治による話を作家の松谷みよ子が再話したもので、娘（お菊）が「もりい」、父親が「五作」、母親（故人）が「おてい」という名前になっていたり、物語の最後で娘（もりい）が失踪するなど、『日本伝説叢書』のものと異なる点がある。菅忠道は「おしになった娘」について、「民話の再話と再創造の分岐点に立っているといえるような記念碑的な作品」と評価している。
これと似た人柱伝説は大阪府の淀川に架かる長柄橋にも伝わる（長柄橋#人柱伝説を参照）。

## 漁業
犀川漁業協同組合（大町市八坂大八橋より上流の本支流、乳川（ちがわ）、烏川、万水川など）と犀川殖産漁業協同組合（長野市信州新町大原橋より上流 の本支流- 大町市八坂大八橋より下流の本支流）が漁業権を有し、遊漁券が一般向けに販売されている。なお、犀川殖産漁業協同組合はニジマス、ブラウントラウトを対象魚としたキャッチアンドリリース区間を設定しており通年で釣りを行う事が出来る。

## 流域の自治体

### 梓川
長野県
松本市

### 犀川
長野県
松本市、安曇野市、東筑摩郡生坂村、大町市、長野市

## 支流
- 湯川
- 小大野川
- 奈川
- 大白川
- 水殿川
- 黒川
- 島々谷川
- 奈良井川

これより犀川
- 万水川
- 穂高川
- 高瀬川
- 会田川
- 金熊川
- 麻績川
- 柳久保川
- 土尻川
- 裾花川

## 並行する交通

### 道路
- 国道158号（梓川）
- 国道19号（犀川）

### 鉄道
- アルピコ交通上高地線（梓川）
- 篠ノ井線（犀川・松本盆地）

## 橋梁
下流より記載。
- （千曲川） - 落合橋 - 五輪大橋 - 長野大橋 - 丹波島橋 - 北陸新幹線鉄道橋 - 信越本線鉄道橋 - 小市橋 - 両郡橋 - （小田切ダム） - 小笹橋 - 明治橋 - （笹平ダム） - 大安寺橋 - 安庭橋- 栄更橋- 第一通路橋 - 水篠（みすず）橋 - 平三水橋 - （水内ダム） - 久米路橋 - 新町橋 - 穂刈橋 - 大原橋- 更級橋 - 日名橋 - 置原橋 - 川口橋 - 橋木橋 - 児玉橋- 久方橋 - 大八橋- 平橋 - （平ダム）- 御曹子橋 - 山清路橋 - 新山清路橋 - 大日向橋- 昭津橋 - 生坂橋 - （生坂ダム） - 日野橋 - 睦橋 - 木戸橋 - 犀川橋 (長野県) - 長野自動車道道路橋 - 光橋 - 田沢橋 - （梓川）